# Опалення

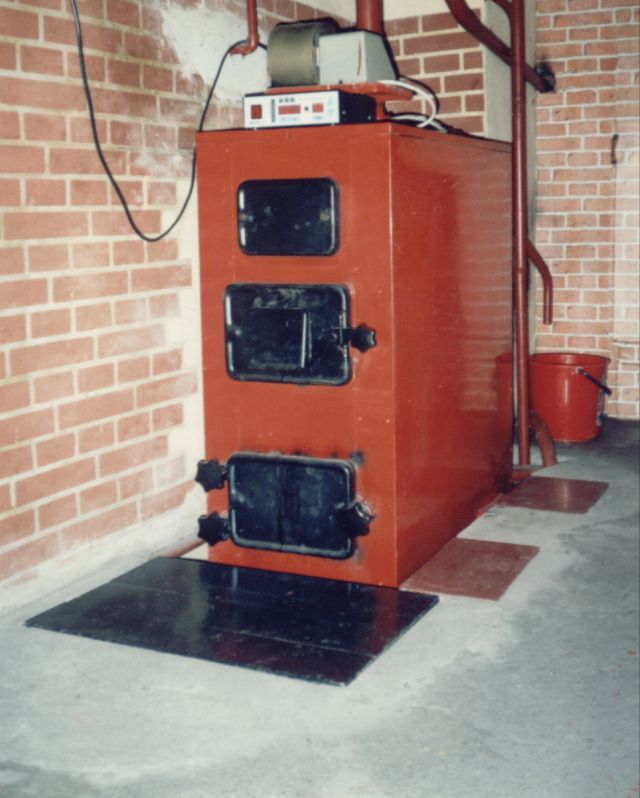
Сучасний котел опалення

Опалення — навмисне обігрівання приміщень протягом опалювального періоду, яке здійснюється заради врівноваження в них теплових втрат і підтримки на заданому рівні  температури, що відповідає умовам теплового затишку та/або вимогам технологічного процесу (на виробництві).
Системою опалення називається сукупність пристроїв, які призначені для опалення —  котли опалювальні, мережеві насоси,  теплові мережі, пристрої автоматичного підтримання температури в помешканнях (термостати, контролери, тощо),  радіатори опалення, конвектори та інше.

## Загальне
Котельня — споруда для централізованого опалення («колективного опалення»), в якій розташовуються опалювальні котли (на природному газі, вугіллі, мазуті, тощо), водяні циркуляційні насоси та приміщення для робітників, котрі обслуговують теплове обладнання. Як відновлювана сировина для котлів, переважно використовуються пелети та дрова. 
Зокрема, теплова енергія може постачатися від різних джерел через районні та місцеві теплові мережі або одержуватися за допомогою сонячної теплової енергії. 
Теплотехніка стосується всіх систем забезпечення теплом. Це охоплює технологію опалення, спорудження установок та розподілення тепла (як частину технології постачання), а також власне доправлення палива до теплового обладнання. 

Спосіб дії центрального опалення

Розлогі системи опалення, як-от такі, що поширені в Україні, Центральній і Північній Європі, наявні не в усіх регіонах, де взимку температура може опускатися нижче нуля і випадає сніг. Наприклад, об'єднані системи опалення в Південній Європі та Леванті часто відсутні, тож там переважно існує лише джерело тепла, котре також використовується для приготування їжі, або присутній єдиний електричний обігрівач, який вмикається лише тоді, коли вже дуже холодно, і це означає, що він застосовується холодної пори року, щойно температура у хатах опускається до 10 °C тепла і нижче. Узвичаєним способом обігріву, є відкриті посудини для розпеченого вугілля або горщики, як-от жаровні, брасеро в південній Європі, хібачі в Японії або корсі (низький стіл з обігрівачем під ним, та накидкою на нього) в Ірані. Опалювальні печі, наприклад, кахельні печі, також існували в Європі не завжди. Довгий час для обігріву використовували відкриті каміни, які не дуже придатні для цього і часто призводили до скупчення диму в опалювальних приміщеннях. За молодих часів бабусь і дідусів — сучасних (2000-і) людей похилого віку, постійно опалювалися лише кухні, а вітальні обігрівали лише в особливих випадках.
В Київській Русі - Україні, приміщення обігрівалися глинобитними пічками, на яких та біля котрих, також спали холодної пори року.

## Енергетичні дані
Якщо певний будинок потребує 10 000 кВт∙год щорічного обігрівання, а система опалення має загальний ККД 80%, то він споживатиме:     
10 000 кВт∙год/рік / 80% = 12 500 кВт∙год/рік кінцевої енергії. 
Вплив місцевого клімату на потреби в опаленні, оцінюється за допомогою узагальнених градусо-днів.

## Розрахунок опалення приміщення
Насамперед, треба мати на увазі, що загалом, домогосподарства з переважанням жінок, споживають на 54 % більше електроенергії, ніж оселя з більшою кількістю чоловіків — і більш ніж удвічі більше газу. Передусім, це пов'язано з тим, що від природи жіночі теплові налаштування (зокрема тонша шкіра) роблять їх значно чутливішими до коливань температури. Переважно, вони в середньому, мають нижчу температуру тіла. Водночас, жінки здебільшого, також частіше беруть участь у нагріванні води, зокрема для тривалішого душу, що потребує значнішої кількості газу.
Щоби визначити потребу в тепловій потужності системи опалення для закритого приміщення, треба розрахувати тепловіддачу граничних поверхонь помешкання (стін, стелі, підлоги, дверей, вікон). Тепло, котре витікає цими поверхнями, має бути додано як необхідна теплова потужність. Для приміщень з кількома зовнішніми стінами, потрібна надбавка на продуктивність обігріву від 10 до 15 відсотків. Потреба в потужності розраховується окремо для всіх ділянок помешкання і потім підсумовується.
Зокрема, під час проєктування (розрахунку) систем опалення, треба враховувати вентиляційні тепловтрати (вікна або механічна вентиляція), нічну температуру, коефіцієнт підігріву тощо, в межах визнаних правил для техніки. Європейські норми EN 12831 (опалювальне навантаження) визначають спосіб такого розрахунку.
На додаток до фізичного розрахунку, треба враховувати фізіологічні впливи від різного виду обігрівачів, як-от конвекційне опалення, дуттєвий обігрів та променисте опалення (ІЧ), а також їхнє розташування в приміщенні для досягнення теплового затишку. У минулому, коли вікна ще були значним містком холоду, архітектори розміщували батареї під вікнами, щоби врівноважити холодне повітря яке надходить ззовні, і зменшити повітряні потоки в кімнаті. З кінця 1990-х років теплоізоляційне скло має значення коефіцієнту (показує, скільки тепла проходить крізь квадратний метр вікна у разі різниці температур всередині приміщення і довкілля, в 1 Кельвін) — Uw 1,1 (двокамерний склопакет) або 0,5-0,7 (потрійний склопакет). 
Величезне значення для заощадження енергії, має стеження за обладнанням та керування системою опалення (давачі температури в приміщеннях і на вулиці), коли потрібна температура підтримується шляхом автоматичного контролю та регулювання нагріву. У хатах і помешканнях, які використовуються лише час від часу, наприклад на дачах чи у певних комерційних приміщеннях, віддалене керування за допомогою мобільного застосунку, все жвавіше застосовується. Наприклад у Швейцарії, з її численними вторинними домівками в альпійській місцевості, влада діяльно сприяє встановленню таких засобів керування як способу енергоощадності, а саме через програму MakeHeatSimple від SwissEnergy.
Водночас, так званий пасивний будинок має настільки добру теплоізоляцію, що його мешканці можуть давати собі раду без додаткового обігріву приміщення (теплопостачання відбувається лише власне мешканцями, сонячне підсилення, попередній нагрів припливного вентиляційного повітря, тощо).

## Становлення
Найдавніша відома система водяного опалення була розроблена шведом Мартеном Тріфвальдом 1716 року. Її використовували для опалення теплиці в Ньюкаслі, Англія. Приблизно з 1850 року деякі князі та заможні громадяни вже встановлювали у власних замках і віллах водонагрівачі. Приблизно з 1900 року гаряче водяне опалення стало поширеним і у приватному житлі.
Лише після Другої світової війни центральне опалення – разом із переходом від спалення в котлах твердого палива до спалення нафти та газу – набуло значного поширення в західних промислово розвинених країнах; раніше це було розкішшю, а розосереджене, вибіркове та тимчасове опалення приміщень під час опалювального сезону, було поширеним явищем.
У 1973/74 роках сталася перша нафтова криза після того, як країни ОПЕК скоротили її постачання; у 1979/80 роках відбулася друга нафтова криза. Починаючи з 1986 року, Чорнобильська катастрофа – розплавлення активної зони на українській АЕС, після чого радіоактивна хмара поширилася зокрема на значну частину Європи – змусила людей зрозуміти, що електричне опалення споживає відносно велику кількість енергії, оскільки електростанції мають в середньому, доволі низький ККД. (Про переваги та вади опалення будинків електрикою див. Електричне опалення).
З 1980-х років частка газового опалення зросла, а оливного – зменшилася. Нафтові та газові системи опалення, встановлені сьогодні, часто працюють з конденсаційною технологією. Деревні гранули також можна спалювати в обігрівачах з конденсаційною технологією.
Системи центрального опалення, де використовуються в якості палива дрова, сьогодні зазвичай мають піролізні котли на дровах.
Системи опалення на деревній трісці придатні лише для опалення дуже великих будівель (наприклад, ферм, багатоквартирних будинків або громадських споруд) або для теплових установок для місцевих чи централізованих тепломереж. Вони переважно застосовуються в місцевостях з високою часткою заліснення, тобто коли подрібнюються залишки деревини котра не потрібна для деревообробної промисловості.
Витрати на опалення дуже зросли з 1973 року: коли як зазначено вище, сталися дві нафтові кризи в 1973 і 1979/80 роках, після яких ціна на нафту стала набагато вищою, ніж раніше. Також збільшилися ціни на газ та електроенергію.

## Види та улаштування систем опалення

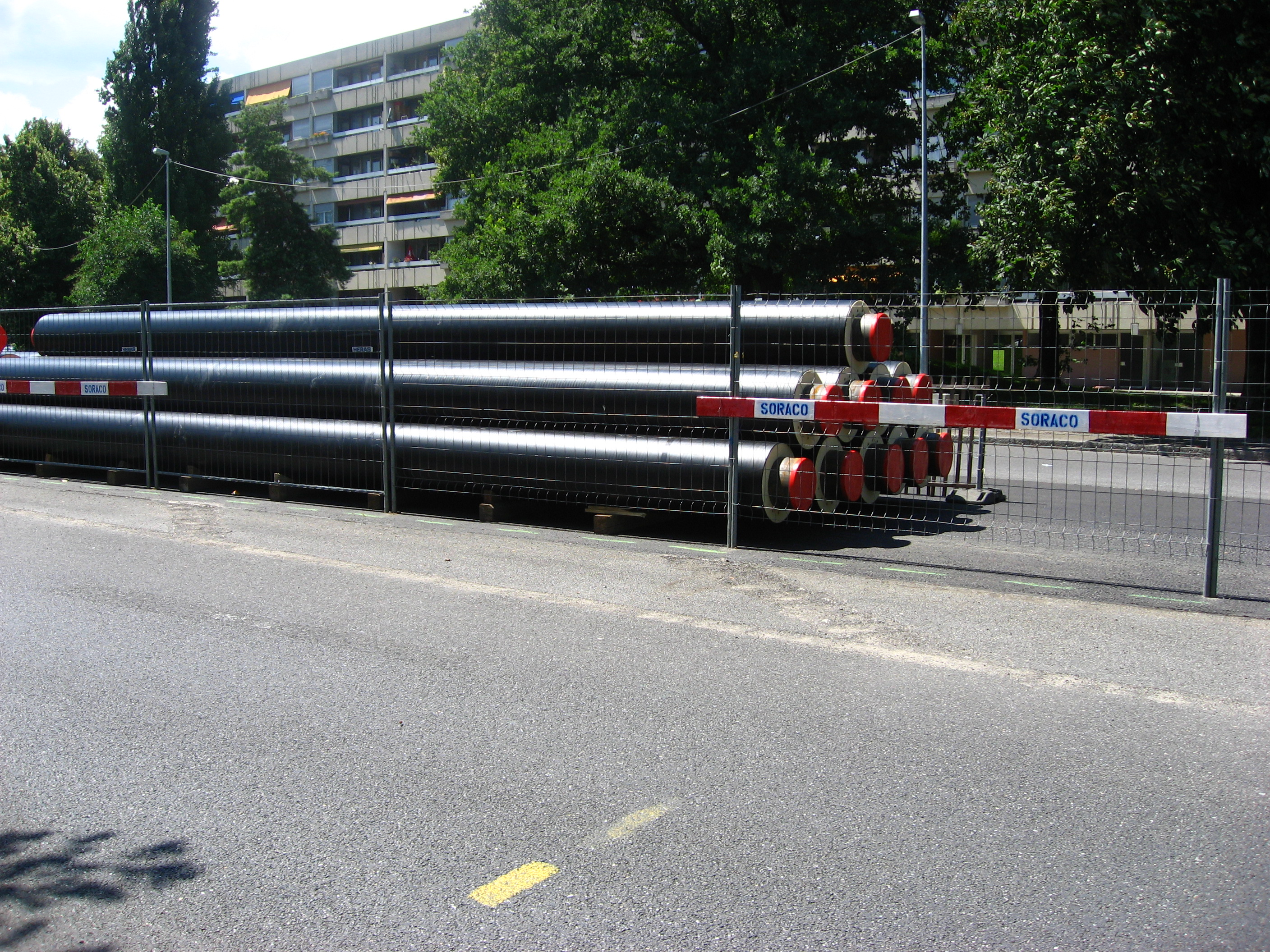
Магістральні труби опалення

Кожен вид енергії має свої особливості щодо зберігання, транспортування та нагрівання (котел або водонагрівач, пальник, нагрівальний елемент, тощо), а також щодо протипожежних та санітарних заходів.
Залежно від джерела тепла буває:
- Газове
- Електричне (інфрачервоне опалення)
- Пічне (пелети, дрова, вугілля, дизельне паливо, торф тощо)
- Сонячне

Система водяного центрального опалення складається з  теплового пункту, магістралей, окремих стояків і гілок з опалювальними приладами. 
Мережі центрального водяного опалення розрізняють:
- За температурою теплоносія — до 105 °С і більше 105° С (див. Парове опалення);
- За схемою з'єднання труб з опалювальними приладами — однотрубні і двотрубні;

Однотрубна. Подібні системи влаштовано так: по одній трубі (стояку) йде подавання теплоносія від котла нагору будівлі, коли гаряча вода (здебільшого за температури 60...65 °С) надходить у послідовно приєднані батареї а з останнього радіатора опалення теплоносій подається назад до котла, водночас у цьому разі, на кожен наступний радіатор опалення, потрапляє вже помітно охолонула вода і не має можливості підтримувати її температуру на всій довжині кола опалення. Подавання тепла безпосередньо крізь радіатори знизу вгору економічно недоцільне з огляду на те, що різниця температур за такого улаштування дещо збільшена, а коефіцієнт корисної дії у таких систем опалення багатоповерхових будинків нижче, ніж у разі подавання теплоносія з безпосереднім виводом суцільної труби наверх будівлі, з подальшим постачанням його у послідовно з'єднані радіатори згори донизу.
Двотрубна. У цій системі подавання тепла — радіатори приєднано до мережі опалення будинку паралельно, що дозволяє підтримувати біль-менш однакову температуру теплоносія на всьому стояку, водночас є можливість будь-якому споживачеві керувати обігрівом власного житла безпосередньо в кожному приміщенні.
Також опалення розрізняється:

Гравітаційний режим опалення з верхнім розподілом

- За положенням труб, які об'єднують опалювальних прилади, — вертикальні та горизонтальні;
- За розташуванням магістралей — з верхнім розведенням і з нижнім розведенням;
- За напрямком руху води-теплоносія.

Системи водяного опалення за способом створення кругообігу води поділяються на системи: 
- З природним обертанням теплоносія (гравітаційне) завдяки різниці густин рідини;

- З примусовим обертанням нагрітої води за допомогою насоса.

Вибір системи водяного опалення полягає у встановленні показників води, гідравлічного тиску в опалювальній мережі, а також у виборі типу опалювальних приладів і улаштуванні системи (наприклад тепла підлога, тощо).

### Електричне опалення
Електричну енергію також можна використовувати для обігріву, але її не називають паливом, оскільки при електричному нагріванні нічого не спалюється. Електричне опалення виробляє електричне тепло для обігріву будівлі. Існують прямі електричні обігрівачі, як-от нічні (нічний тариф) накопичувальні обігрівачі, а також обігрівачі на основі теплового насосу з електричним приводом, причому останні отримують теплову енергію з навколишнього середовища, отже, потребують лише частку електроенергії, на відміну від прямих електричних нагрівачів.
Електричний струм як джерело енергії в електрообігрівачах, часто застосовується для короткострокових потреб, наприклад тепловентилятор для швидкого нагріву повітря. Як зазначено вище, для обігріву квартир інколи використовуються нічні накопичувальні обігрівачі, які споживають дешевшу нічну електроенергію за так званим особливим тарифом у певний час, а вдень — накопичене тепло із теплоізольованого вмістища з теплоносієм, за допомогою простої конвекції або невеликого насоса, подається в батареї. Також для обігріву помешкань придатні накопичувальні оливні безвентиляторні радіатори з вбудованим ТЕНом і регулятором температури-термостатом та перемикачем потужності.

### Тепловий насос

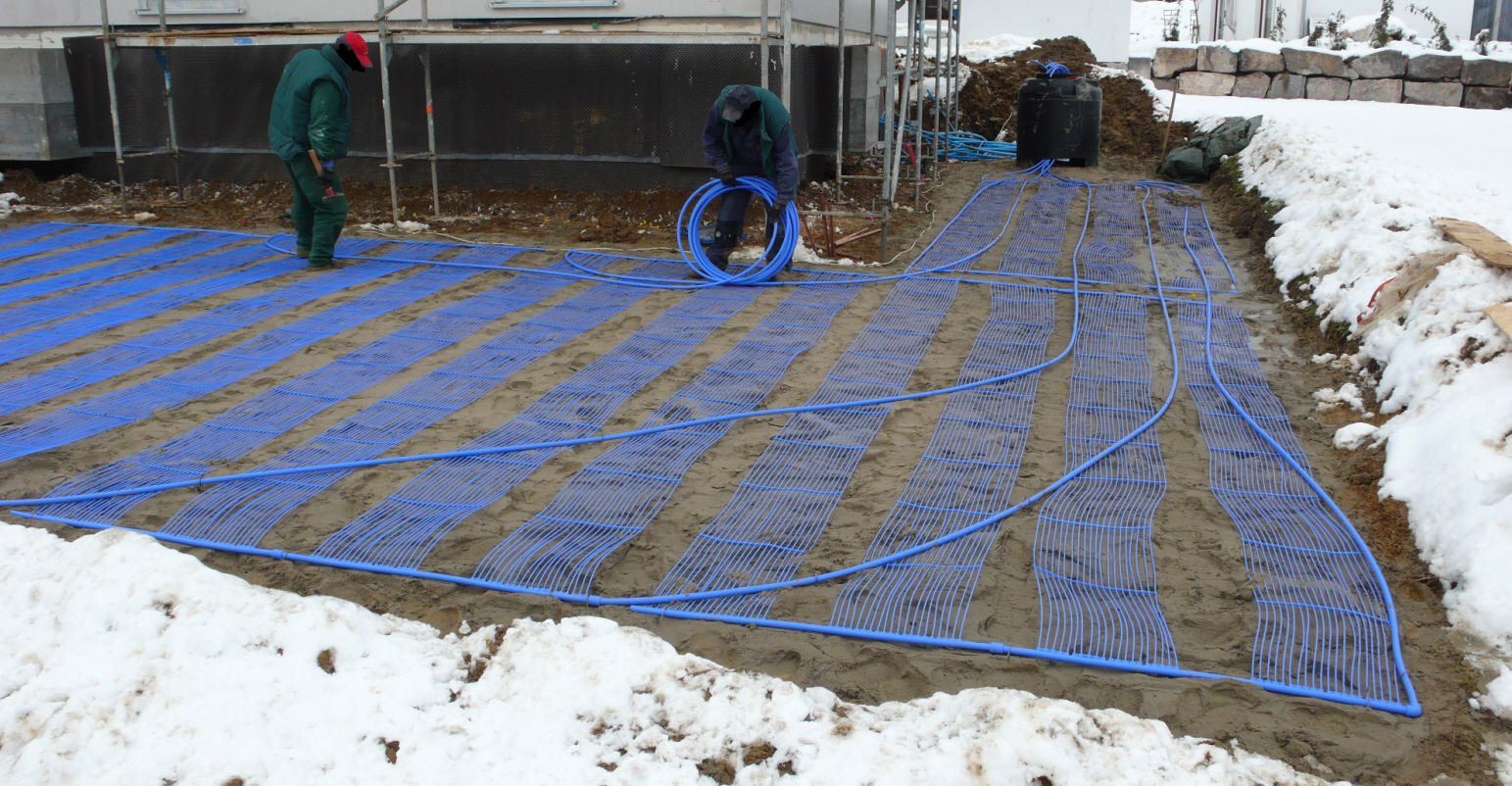
Укладання поверхневих колекторів для теплового насоса.

Для обігріву будівель за допомогою геотермальної енергії, теплові насоси використовують усталений
рівень температури нижче поверхні землі, для підігріву теплоносія в опалювальному колі (див. Тепловий насос). Для будинку на одну родину, потрібно один або два неглибокі отвори.
Перевага геотермального опалення полягає в тому, що ці системи іноді також можна використовувати для охолодження влітку. Лише в деяких місцевостях можливе застосування геотермальної енергії для геотермальних систем водяного опалення — в яких опалювальна вода нагрівається щонайменше до температури споживання (40°С) безпосередньо за допомогою геотермальної енергії.

### Водяне опалення (докладно)
Система водяного опалення складається з центрального теплогенератора (опалювального котла, комбінованого котла), котрий нагріває воду теплоносія і за допомогою циркуляційного насоса перекачує її по трубах до батарей (радіаторів, опалювальних смуг). Вони віддають частину теплової енергії повітрю приміщення через конвекцію. Охолоджена вода повертається до теплогенератора зворотними лініями. За однотрубної системи опалення від радіатора до радіатора проходить лише одна труба. Радіатори гідравлічно розташовані послідовно: частина нагрітої води відгалужується від контуру опалення, проходить крізь радіатор і потім повертається в ту ж трубу. Раніше також були поширені гравітаційні циркуляційні обігрівачі, які не мали циркуляційного насоса. Тут використовувалися лише перепади температур води: вода, нагріта котлом, легша і завдяки цьому піднімається до радіаторів, охолоджена вода сама опускається назад до котла і знову там нагрівається. Однак системи, оснащені циркуляційним насосом, мають значно кращий ККД і більш діяльні через більш швидке нагрівання. 

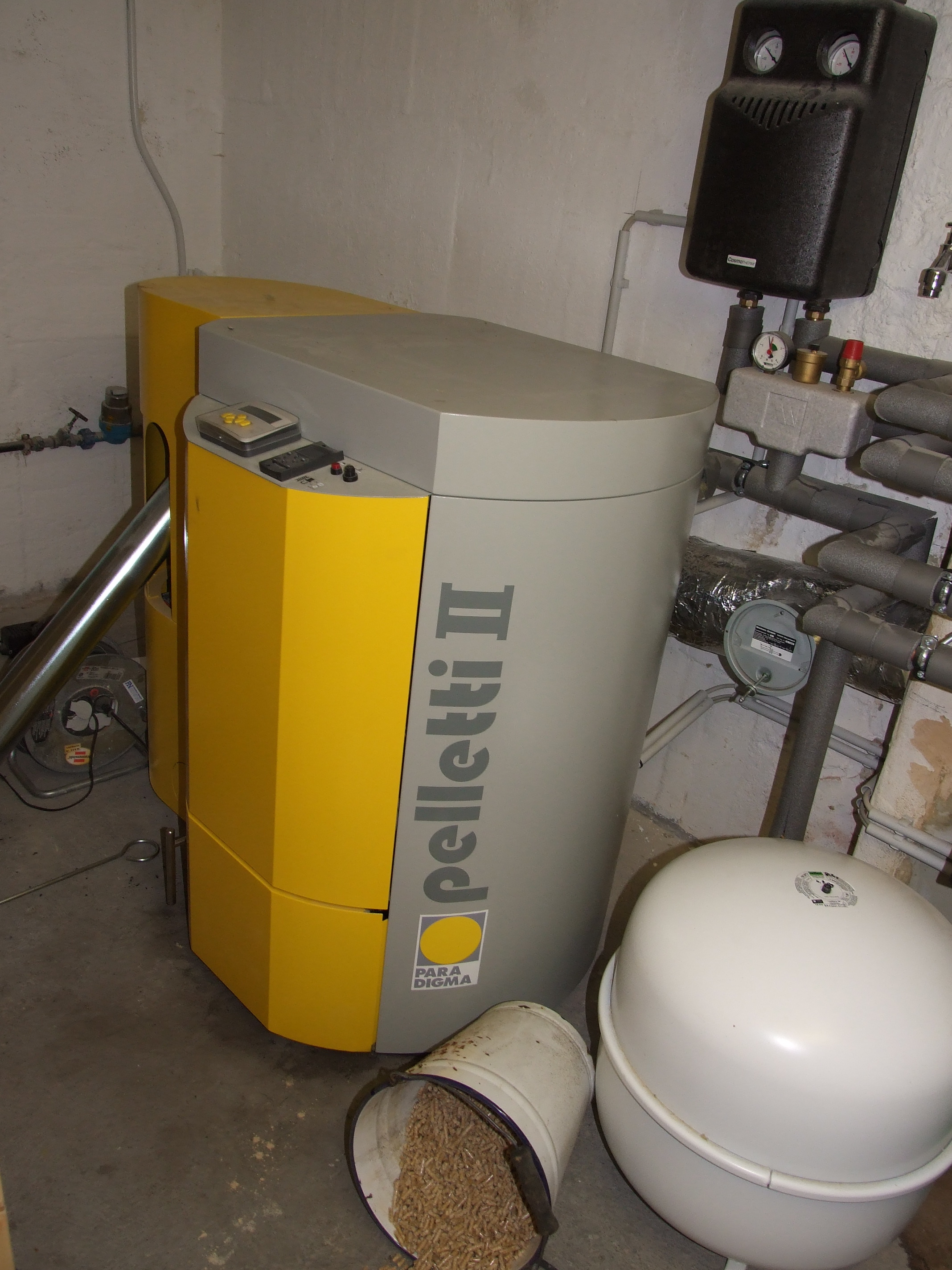
Центральне водяне опалення для житлових будинків із використанням деревних пелет як палива. Круглий білий бачок - це мембранний розширювальний бак з діафрагмою.

Опалення гарячою водою працює з температурою подавання від 30 °C (низькотемпературна система опалення) до 90 °C. Енергію від димових газів також можна використовувати за низької температури потоку через більші розміри радіаторів або використання підлогового чи настінного опалення. Тоді говорять про конденсаційну технологію (калорійність), на відміну від традиційної технології нагріву (теплотворна здатність). Оскільки кисла вода конденсується з відпрацьованого повітря, димохід повинен бути відповідним. 
Мембранний розширювальний бак (MAG) потрібний для врівноваження змін об’єму внаслідок нагрівання та охолодження води в системі. У давніх системах опалення іноді також, є відкриті бачки у найвищій точці системи опалення. 
Зазвичай, для заповнення системи опалення використовується водопровідна вода, яка подається в коло опалення крізь зворотний клапан (заливна арматура, яка запобігає зворотному потоку з теплосистеми до мережі питного водопостачання). 
Системи опалення також часто заповнюються очищеною опалювальною водою через картриджні опріснювачі, щоби запобігти корозії в системі. 
Повітря в трубопровідній мережі має видалятися з водяного контуру крізь вентиляційні отвори на окремих радіаторах і, у великих системах, крізь сепаратори повітряних бульбашок (автоматичні вентиляційні отвори), щоб усі радіатори могли забезпечуватися гарячою водою по всій поверхні і не було шумового забруднення (шум потоку) та іржавіння в мережі. 
Для гарної роботи системи водяного опалення, потрібне гідравлічне балансування. Для цього перед будівництвом, наприклад, заводу виконується розрахунок мережі трубопроводів. Гідравлічний баланс є обов’язковим як у частині C VOB, так і в Постанові про енергоощадність, та виконується інженером-теплотехніком або (з 2003 року у Європі) механіком установки для санітарно-гігієнічної техніки, опалення та кондиціонування повітря. Без гідравлічного балансування радіатори можуть нагріватися по-різному, а циркуляційний насос потребуватиме більше електричної роботи (кВт·год), ніж потрібно.

## Способи покращення й удосконалення опалення
Перелік методів покращення та оптимізації опалення: 
- Улаштування системи опалення на основі опалювальних приладів із високим рівнем енергоощадності як-от: теплові насоси, карбонові обігрівачі, графенові обігрівачі, інверторні кондиціонери, тощо.
- Гарне утеплення опалювальних приміщень, правильне розташування будівель відносно Сонця і холодних вітрів.
- Здебільшого опалювання спальних приміщень, але заощадження на обігріві помешкань для роботи та відпочинку.
- Зменшення потрапляння холодного атмосферного повітря в опалюване приміщення (правильна вентиляція).
- Висадження декоративних насаджень (бажано вічнозелених з густою кроною) біля приміщення котре опалюється. Такі насадження зменшують охолоджувальну дію вітрів на помешкання. Поміж щільних насаджень, температура повітря завжди вища ніж у відкритому полі.
- Розміщення опалюваних приміщень біля інших опалюваних приміщень або навіть не опалюваних споруд. Серед суцільної забудови температура повітря також завжди тепліша ніж у відкритому полі.
- Використання приміщень з низькими стелями. У таких приміщеннях опалення найдієвіше, оскільки тепле повітря завжди здіймається вгору.

## Технології
Конденсат, що утворюється під час згоряння палива, є кислотним і через це він руйнує основні матеріали. Використовувані в минулому матеріали котлів і димоходів, не мали достатньої корозійної стійкості. Тож, саме подальше використання котла, запобігало утворенню конденсату в ньому, що було можливим лише за високої температури котлової води (>70 °C). Наступна конденсація в довгих димарях могла викликати кіптяву, отже були зроблені зусилля, щоби температура викидних газів не опускалася нижче 120 °C.
Оскільки охолоджені димові гази з конденсаційних котлів, більше не нагрівають димар, а їхні складові конденсуються на «холодній» димовій трубі (котра діє як проточний охолоджувач), під час установки конденсаційного котла, треба переобладнати старий димар. Для цього використовується кислотостійка труба з непористою поверхнею, що не вбирає (з термостійкого поліпропілену-S до 120 °С, ПТФЕ до 160 °С або герметична труба з неіржавної сталі) котра вкладається в димар, крізь який вихлопні гази прямують назовні. Димарі з кислототривким керамічним покриттям застосовуються і в новобудовах. Якщо таку трубу не встановити в старі димарі, димова труба стане сирою. Це може призвести до серйозного пошкодження кладки.
Конденсат димових газів стікає внутрішньою стінкою непроникної труби і виводиться із теплообмінника разом із конденсатом. Кислоту, що там є, можна нейтралізувати за допомогою відповідного обладнання. Згодом весь конденсат може бути скинутий до каналізаційної системи у межах правових норм. Якщо немає приєднання до стічної води, до якого можна дістатися через самопливну лінію, може знадобитися система підйому конденсату.
Якщо ефект конденсації встановленого конденсаційного котла не використовується в системах опалення з вищою температурою зворотного потоку (радіаторні системи), оскільки зворотна лінія опалення недостатньо охолоджує димові гази, можна застосовувати різноманітні рішення:
- У системі повітря-димохід (також званою трубою LAS або системою димоходу LAS) свіже повітря, потрібне для горіння, нагрівається в проти-плині димовими газами, що відходять. Теплі димові гази виводяться крізь внутрішню трубу системи «труба в трубі», віддаючи тепло холоднішому припливному повітрю, яке прямує в пальник крізь зовнішню трубу системи повітря-димохід (ПД). Енергія витягується з викидних газів за допомогою теплообміну або після конденсації водяної пари. Завдяки цьому ентальпія конденсації все ще може використовуватися при температурах зворотного потоку вище точки роси димових газів для відповідного палива і може бути активована операція конденсації.

Відпрацьований газ можна охолодити настільки, наскільки це можливо, що відповідає температурі найхолоднішого середовища в усьому процесі теплообміну:
- За низьких температур подавання, наприклад, у низькотемпературних системах опалення або в перехідний період (навесні та восени), коли опалення працює з малою потужністю чи низькою температурою подавання та з частковим навантаженням, зворотна лінія опалення, або свіже повітря є найхолоднішим середовищем.

- За високих температур зворотної лінії опалення, холодне свіже повітря більшою мірою є холоднішим середовищем з точки зору кількості, ніж холодна питна вода (через менший забір гарячої води порівняно з витратами на опалення). Високі температури зворотної лінії здебільшого виникають:

- у високотемпературних системах опалення (радіатори),

- в холодну зиму з високими температурами лінії подавання, щоби швидше доправити тепло в приміщення, які стрімкіше остигають,

- із закритими вентилями радіатора,

- у разі недостатнього гідравлічного балансування радіаторної системи.

- при нагріванні накопичувального бака гарячої води: якщо буферний бак що охолоджується, нагрівається занадто часто (з невеликим розбігом температур), обертова котлова вода може мати вищу температуру.

Відповідно, ефект теплотворної здатності не може бути використаний повною мірою у всі пори року.
Низькотемпературні системи опалення (тепла підлога, настінне опалення, нагрівальні стрічки тощо), з самого початку спричинюють меншу температуру зворотної лінії,  нижче можливої точки роси. 
Отже виграш в енергії від удосконалення звичайного конденсаційного котла до повного конденсаційного котла або системи повітря-димохід, є нижчим у цих системах опалення, оскільки може бути забезпечений лише невеликий енергетичний вміст димових газів, які вже давно охолонули. Тож виробник повинен підтвердити економічність осучаснення (перероблення) для таких застосувань.

## Керування вологістю
Система опалення також дозволяє підтримувати рівень вологості повітря в будівлі. Всупереч деяким переконанням, рівень вологості повітря не залежить від типу встановленого опалення, тобто від видів пристроїв, що використовуються для нагріву навколишнього повітря, як-от парові радіатори, батареї з гарячою водою або електричні радіатори, а також від матеріалів, якими оздоблено стіни, або котрі перебувають в будівлі. Здебільшого рівень вологості залежить від трьох явищ:     
- внутрішні джерела водяної пари (кухня, гаряча водяна пара у ванних кімнатах);
- підвищення температури навколишнього повітря відповідно до такого фізичного принципу: у разі підвищення температури повітря, знижується коефіцієнт гігрометрії (відносна вологість);
- інше явище, відповідальне за зниження рівня вологості, пов'язане зі швидкістю оновлення повітря, тобто завдяки надходженню зовнішнього повітря крізь стіни й отвори будівлі та наявності можливої керованої механічної вентиляції (VMC). Без VMC ця швидкість оновлення буде тим більшою, чим більше різниця температур між повітрям ззовні та всередині будівлі (через теплову конвекцію).

Водночас, саме з цією швидкістю оновлення та стрімкістю, з якою відбувається ця зміна, можна розрахувати об’єм зовнішнього повітря, що проникає в будівлю. 
Щоби забезпечити постійний рівень вологості в будівлі, може бути корисним встановити систему впорскування водяної пари, або шляхом примусового випаровування (пропускання повітря крізь зволожену пористу поверхню), або у вигляді виділення пари від нагрітої води. Важливо використовувати якісну та м'яку воду, оскільки домішки неминуче потраплять у навколишнє повітря, а солі будуть відкладатися на внутрішніх поверхнях пристрою. І навпаки, аби знизити рівень вологості в приміщенні, швидкість повітряного потоку керованої механічної вентиляції (VMC) можна збільшити, щоби прискорити відведення вологого повітря. 
Бажаний рівень вологості також повинен визначатися відповідно до архітектурного улаштування стін та їх теплового опору, а також розташування будь-яких пароізоляційних бар’єрів. 
Якщо підтримується надто високий рівень вологості, на холодних стінках утворюється конденсат, якщо їх температура дорівнює або нижча за температуру точки роси. Це те, що часто можна спостерігати на погано теплоізольованому (без футерування) склінні. 
Занадто висока вологість також може бути причиною стікання води, яке помилково вважається наслідком протікання даху, але насправді це спричинено конденсатом, який утворюється на горищі або на холодних стінах через надмірну вологість, що міститься у внутрішньому просторі будівлі. Так само інколи утворюється конденсат на вікнах кімнати. 
Появу плісняви на поверхні зовнішньої стіни, також може бути викликано внутрішньою вологістю будівлі. Отже, корисно подбати про підтримування рівня вологості повітря в будівлі, якщо хочеться захиститися від пошкоджень, котрі спостерігаються у спорудах (переважно щойно відремонтованих), та які їх будівельники, не обладнали відповідно до запобіжних заходів стосовно використання, щоби підтримувати придатний рівень вологості.